# Ministro de las Minorías de Israel
El Ministro de las Minorías de Israel es un miembro del gabinete israelí. Restaurado en 1999, como una responsabilidad ministerial similar a la de un ministro sin cartera, después de haber existido anteriormente como una oficina independiente en el gobierno provisional, entre 1948 y 1949 (como el Ministro de Asuntos de las Minorías). El puesto está actualmente ocupado por Shalom Simhon.

## Historia
El Ministerio de Asuntos de las Minorías fue fundado después de la independencia de Israel, siendo el único nuevo ministerio, al no estar basado en las instituciones del Yishuv. El puesto ministerial fue ocupado por Bechor-Shalom Sheetrit, orador árabe que era popular entre la población árabe del país. Shitrit trató de promover la integración y la igualdad, pero fue paralizado por el Gobierno Militar, que controlaba la mayor parte de las zonas árabes después de la guerra árabe-israelí de 1948, así como el primer ministro David Ben-Gurión, quien vetó la propuesta de Sheetrit por un consejo asesor árabe en el ministerio.
A raíz de desacuerdos con el Ministerio de las Religiones y el gobierno militar (que controlaba la mayoría de las zonas árabes después de la guerra), el Ministerio de Asuntos de las Minorías fue disuelto en 1949. Tras su cierre, los asuntos relacionados con árabes fueron manejados por un asesor en asuntos árabes en la Oficina del Primer Ministro.
El 18 de junio de 1996, Moshe Katsav, entonces vice primer ministro, también fue nombrado Ministro de Asuntos árabes israelíes. Durante el primer gobierno de Benjamín Netanyahu, Matan Vilnai se desempeñó como Presidente del Comité Ministerial para Asuntos árabe-israelíes. En el gobierno de Ariel Sharon, Salah Tarif, un druso, sirvió como Ministro de la Oficina del Primer Ministro con la responsabilidad sobre Asuntos de las Minorías. En el actual gobierno, Avishay Braverman, un ministro sin cartera, también fue responsable de Asuntos de las Minorías, hasta el 17 de enero de 2011, cuando renunció. Un día más tarde, Matan Vilnai fue anunciado como el nuevo ministro, pero fue reemplazado el 19 de enero por Shalom Simhon, después de las quejas de que las minorías, que no querían ser dependientes del Ministerio de Defensa.

### Lista de ministros
| N.º | Nombre                                          | Fotografía                                      | Partido                                         | Duración del cargo                              | Duración del cargo                              |                                                 |
| Ministro de Asuntos de las Minorías (1948–1949)                                                                | Ministro de Asuntos de las Minorías (1948–1949) | Ministro de Asuntos de las Minorías (1948–1949) | Ministro de Asuntos de las Minorías (1948–1949) | Ministro de Asuntos de las Minorías (1948–1949) | Ministro de Asuntos de las Minorías (1948–1949) | Ministro de Asuntos de las Minorías (1948–1949) |
| --- | ----------------------------------------------- | ----------------------------------------------- | ----------------------------------------------- | ----------------------------------------------- | ----------------------------------------------- | ----------------------------------------------- |
| 1 | Bejor-Shalom Sheetrit                           |                                                 | Sefardíes y Comunidades Orientales              | 12 de abril de 1948                             | 8 de marzo de 1949                              |                                                 |
| Ministro de los Asuntos árabes israelíes (1996–1999)                                                           |                                                 |                                                 |                                                 |                                                 |                                                 |                                                 |
| 2 | Moshe Katsav                                    |                                                 | Likud                                           | 18 de junio de 1996                             | 6 de julio de 1999                              |                                                 |
| Ministro del Gabinete del Primer Ministro de Israel con responsabilidad en Asuntos de las Minorías (2001–2002) |                                                 |                                                 |                                                 |                                                 |                                                 |                                                 |
| 3 | Salah Tarif                                     |                                                 | Laborista                                       | 7 de marzo de 2001                              | 29 de enero de 2002                             |                                                 |
| Ministro de las Minorías (2009– )                                                                              |                                                 |                                                 |                                                 |                                                 |                                                 |                                                 |
| 4 | Avishay Braverman                               |                                                 | Laborista                                       | 31 de marzo de 2009                             | 17 de enero de 2011                             |                                                 |
| 5 | Shalom Simhon                                   |                                                 | Independencia                                   | 19 de enero de 2011                             | En el cargo                                     |                                                 |